# Staré Město, Šumperk
Staré Město là một thị trấn thuộc huyện Šumperk, vùng Olomoucký, Cộng hòa Séc.